# 1587
Évszázadok: 15. század – 16. század – 17. század
Évtizedek: 1530-as évek – 1540-es évek – 1550-es évek – 1560-as évek – 1570-es évek – 1580-as évek – 1590-es évek – 1600-as évek – 1610-es évek – 1620-as évek – 1630-as évek
Évek: 1582 – 1583 – 1584 – 1585 –  1586 – 1587 – 1588 – 1589 – 1590 – 1591 – 1592

## Események
- Ismeretlen alkotó Agenda Vandalica címen készít egy szlovén szertartáskönyvet Alsólendván.
- január 2. – Fejérkövy István veszprémi püspök kerül a pozsonyi magyar kamara élére.
- augusztus 13. – Fejérkövy István a veszprémi egyházmegye éléről átkerül a nyitraiéra.
- október 19. – I. Ferdinánd nagyherceg irányítja Toszkánát.
- október 20. – A coutras-i csatában Navarrai Henrik győzelmet arat a Katolikus Liga felett.[1]
- október 21. – Magyarország áttért a Gergely-naptárra, ezért ebben az évben október 21-ét (szombat) november 1-je (vasárnap) követte.
- december 27. – III. (Vasa) Zsigmondot lengyel királlyá koronázzák.[2]

## Születések
- november 17. – Joost van den Vondel németalföldi költő és drámaíró († 1679)

## Halálozások
- február 8. – Stuart Mária, Skócia királynője, lefejezték (* 1542)
- október 19. – Francesco de’ Medici, Toszkána nagyhercege (* 1541)

## Európai időjárás
A június és július hideg, esős, az augusztus meleg; késői és savanyú szőlőtermés.